# Fredrik André Bjørkan
Fredrik André Bjørkan (Bodø, 21 augustus 1998) is een Noors voetballer die doorgaans speelt als linksback. In januari 2023 verruilde hij Hertha BSC voor Bodø/Glimt. Bjørkan maakte in 2021 zijn debuut in het Noors voetbalelftal. Hij is de zoon van oud-voetballer Aasmund Bjørkan.

## Clubcarrière
Bjørkan speelde in de jeugdopleiding van Bodø/Glimt. In 2016 maakte hij zijn debuut in het eerste elftal, op 17 april. Op die dag werd in de Eliteserien met 1–2 verloren van Molde FK. Bodø/Glimt kwam door een treffer van Henrik Furebotn op voorsprong, maar door doelpunten van Thomas Amang en Per-Egil Flo won Molde alsnog. Bjørkan moest van zijn vader, destijds coach bij de club, op de reservebank beginnen en hij mocht vier minuten voor het einde van de wedstrijd invallen voor Emil Jonassen. In het eerste jaar van Bjørkan in het eerste elftal degradeerde de club naar de 1. divisjon. Hier werd het direct kampioen in 2017, waarna het terugkeerde in de Eliteserien. In 2019 werd Bodø/Glimt Noors landskampioen.
Na afloop van het kampioenschap verlengde de linksback zijn verbintenis bij de club tot en met december 2021. In januari 2022 maakte Bjørkan transfervrij de overstap naar Hertha BSC, waar hij zijn handtekening zette onder een verbintenis voor de duur van vierenhalf jaar. Feyenoord huurde de Noor in de zomer van 2022 voor het komende seizoen, met een optie tot koop. In januari 2023 werd de verhuurperiode hij Feyenoord afgebroken en keerde Bjørkan transfervrij terug bij zijn oude club Bodø/Glimt.

## Clubstatistieken
| Seizoen | Club        | Competitie  | Competitie | Competitie | Beker | Beker | Internationaal | Internationaal | Nacompetitie | Nacompetitie | Totaal | Totaal |
| Seizoen | Club        | Competitie  | Wed.       | Dlp.       | Wed.  | Dlp.  | Wed.           | Dlp.           | Wed.         | Dlp.         | Wed.   | Dlp.   |
| ------- | ----------- | ----------- | ---------- | ---------- | ----- | ----- | -------------- | -------------- | ------------ | ------------ | ------ | ------ |
| 2016    | Bodø/Glimt  | Eliteserien | 9          | 0          | 1     | 0     | —              | —              | —            | —            | 10     | 0      |
| 2017    | Bodø/Glimt  | 1. divisjon | 12         | 2          | 0     | 0     | —              | —              | —            | —            | 12     | 2      |
| 2018    | Bodø/Glimt  | Eliteserien | 13         | 0          | 1     | 0     | —              | —              | —            | —            | 14     | 0      |
| 2019    | Bodø/Glimt  | Eliteserien | 29         | 3          | 0     | 0     | —              | —              | —            | —            | 29     | 3      |
| 2020    | Bodø/Glimt  | Eliteserien | 30         | 1          | 0     | 0     | 3              | 1              | —            | —            | 33     | 2      |
| 2021    | Bodø/Glimt  | Eliteserien | 28         | 2          | 0     | 0     | 8              | 0              | —            | —            | 36     | 2      |
| 2021/22 | Hertha BSC  | Bundesliga  | 9          | 0          | 0     | 0     | —              | —              | 1            | 0            | 10     | 0      |
| 2022/23 | → Feyenoord | Eredivisie  | 1          | 0          | 0     | 0     | 0              | 0              | —            | —            | 1      | 0      |
| 2023    | Bodø/Glimt  | Eliteserien | 25         | 1          | 6     | 0     | 12             | 0              | —            | —            | 43     | 1      |
| 2024    | Bodø/Glimt  | Eliteserien | 16         | 2          | 1     | 0     | 8              | 0              | —            | —            | 25     | 2      |
| Totaal  | Totaal      | Totaal      | 172        | 11         | 9     | 0     | 31             | 1              | 1            | 0            | 213    | 12     |

Bijgewerkt op 18 september 2024.

## Interlandcarrière
Bjørkan maakte zijn debuut in het Noors voetbalelftal op 6 juni 2021, toen een vriendschappelijke wedstrijd gespeeld werd tegen Griekenland. Namens dat land scoorden Giorgos Masouras en Thanasis Androutsos, waarna Stefan Strandberg wat terugdeed: 1–2. Bjørkan moest van bondscoach Ståle Solbakken op de reservebank beginnen en hij mocht na negenenzestig minuten invallen voor Birger Meling. De andere Noorse debutanten dit duel waren Kristoffer Zachariassen (Rosenborg BK) en Fredrik Aursnes (Molde FK). Op 7 september 2023 kwam Bjørkan voor het eerst tot scoren in een interland. Tijdens een oefenduel met Jordanië was hij trefzeker nadat landgenoten Antonio Nusa, Kristoffer Ajer en Jørgen Strand Larsen al gescoord hadden. Door goals van Bård Finne en Hugo Vetlesen won Noorwegen uiteindelijk met 6–0.
| Interlands van Fredrik André Bjørkan voor Noorwegen | Interlands van Fredrik André Bjørkan voor Noorwegen | Interlands van Fredrik André Bjørkan voor Noorwegen | Interlands van Fredrik André Bjørkan voor Noorwegen | Interlands van Fredrik André Bjørkan voor Noorwegen | Interlands van Fredrik André Bjørkan voor Noorwegen |
| №                                                   | Datum                                               | Wedstrijd                                           | Uitslag                                             | Competitie                                          | Goals                                               |
| Als speler bij Bodø/Glimt                           | Als speler bij Bodø/Glimt                           | Als speler bij Bodø/Glimt                           | Als speler bij Bodø/Glimt                           | Als speler bij Bodø/Glimt                           | Als speler bij Bodø/Glimt                           |
| --------------------------------------------------- | --------------------------------------------------- | --------------------------------------------------- | --------------------------------------------------- | --------------------------------------------------- | --------------------------------------------------- |
| 1                                                   | 6 juni 2021                                         | Noorwegen – Griekenland                             | 1 – 2                                               | Vriendschappelijk                                   |                                                     |
| 2                                                   | 7 september 2021                                    | Noorwegen – Gibraltar                               | 5 – 1                                               | WK 2022 kwalificatie                                |                                                     |
| Als speler bij Hertha BSC                           |                                                     |                                                     |                                                     |                                                     |                                                     |
| 3                                                   | 25 maart 2022                                       | Noorwegen – Slowakije                               | 2 – 0                                               | Vriendschappelijk                                   |                                                     |
| 4                                                   | 29 maart 2022                                       | Noorwegen – Armenië                                 | 9 – 0                                               | Vriendschappelijk                                   |                                                     |
| 5                                                   | 9 juni 2022                                         | Noorwegen – Slovenië                                | 0 – 0                                               | Nations League 2022/23                              |                                                     |
| 6                                                   | 12 juni 2022                                        | Noorwegen – Zweden                                  | 3 – 2                                               | Nations League 2022/23                              |                                                     |
| Als speler bij Feyenoord                            |                                                     |                                                     |                                                     |                                                     |                                                     |
| 7                                                   | 27 september 2022                                   | Noorwegen – Servië                                  | 0 – 2                                               | Nations League 2022/23                              |                                                     |
| 8                                                   | 17 november 2022                                    | Ierland – Noorwegen                                 | 1 – 2                                               | Vriendschappelijk                                   |                                                     |
| Als speler bij Bodø/Glimt                           |                                                     |                                                     |                                                     |                                                     |                                                     |
| 9                                                   | 25 maart 2023                                       | Spanje – Noorwegen                                  | 3 – 0                                               | EK 2024 kwalificatie                                |                                                     |
| 10                                                  | 7 september 2023                                    | Noorwegen – Jordanië                                | 6 – 0                                               | Vriendschappelijk                                   | 41'                                                 |
| 11                                                  | 12 september 2023                                   | Noorwegen – Georgië                                 | 2 – 1                                               | EK 2024 kwalificatie                                |                                                     |
| 12                                                  | 19 november 2023                                    | Schotland – Noorwegen                               | 3 – 3                                               | EK 2024 kwalificatie                                |                                                     |
| 13                                                  | 22 maart 2024                                       | Noorwegen – Tsjechië                                | 1 – 2                                               | Vriendschappelijk                                   |                                                     |
| 14                                                  | 26 maart 2024                                       | Noorwegen – Slowakije                               | 1 – 1                                               | Vriendschappelijk                                   |                                                     |

Bijgewerkt op 18 september 2024.

## Erelijst
| Competitie  |            |                  |            |            |
| Competitie  | Aantal     | Jaren            |            |            |
| Bodø/Glimt  | Bodø/Glimt | Bodø/Glimt       | Bodø/Glimt | Bodø/Glimt |
| ----------- | ---------- | ---------------- | ---------- | ---------- |
| 1. divisjon | 1          | 2017             |            |            |
| Eliteserien | 3          | 2020, 2021, 2023 |            |            |
| Feyenoord   |            |                  |            |            |
| Eredivisie  | 1          | 2022/23          |            |            |